# Tephrinectes sinensis
Tephrinectes sinensis is een straalvinnige vissensoort uit de familie van de schijnbotten (Paralichthyidae). De wetenschappelijke naam van de soort is voor het eerst geldig gepubliceerd in 1802 door Lacepède. Beide ogen van het dier staan aan de linkerkant van het hoofd.
Het leefgebied van deze vis bevindt zich in subtropische wateren. De soort komt voor in het westen van de Grote Oceaan, van Taiwan tot de Chinese kust. De vis wordt gebruikt in de traditionele Chinese geneeskunde.